# Jovan Đ. Marković
Jovan Đ. Marković (Ćuprija, 1. listopada 1924. – 12. veljače 2005.) bio je srbijanski geograf i profesor na Geografskom fakultetu u Beogradu.

## Život
Rođen je 1924. godine. Studij geografije završio je 1951. na Filozofskom fakultetu u Beogradu. U Geografskom institutu „Jovan Cvijić“ SANU radio je od 1950. do 1959. Godine 1959. izabran je za docenta na Geografskom institutu Prirodno-matematičkog fakulteta u Beogradu. godine.

## Vanjske poveznice
- (srpski) [neaktivna poveznica]
- (srpski) Radio-televizija Republike Srpske: Promovisana knjiga Ratovi kroz vjekove, 4.4.2012.